# Динамо (регбійний клуб, Київ)
«Динамо»   - український регбійний клуб з  Києва заснований в 1961 році. Один з декількох найвідоміших і найтитулованіших клубів України. П'ятиразовий чемпіон УРСР . Відомі гравці: Дасюк, Торлін, Китайцев, Яковлев, Адомайтис, Рухлядєв, Удінцев, Масалкін, Боріскін, Герасименко, Горго, Іванов, Шишкунов, Задирака, Денбновецький.

## Досягнення
Чемпіонат УРСР 
Чемпіон(5) - 1965, 1967, 1968, 1969, 1971
Срібний призер(2) - 1970, 1973
Бронзовий призер(1) - 1974